# 43722 Carloseduardo
43722 Carloseduardo eller 1968 OB är en asteroid i huvudbältet som upptäcktes den 18 juli 1968 av den båda chilenska astronomerna Carlos R. Torres och S. Cofré på Cerro El Roble. Den har fått sitt namn efter den argentinske astronomen Carlos Eduardo López.
Asteroiden har en diameter på ungefär 13 kilometer.